# Morti nel 1635
| Questa pagina contiene informazioni ricavate automaticamente dalle voci biografiche con l'ausilio del template Bio e di un bot. L'aggiornamento è periodico e automatico e ricostruisce completamente la pagina. Se manca una persona in questa lista, sei pregato di non aggiungerla, ma accertati piuttosto che la sua voce biografica contenga il template Bio e che i dati anagrafici siano correttamente compilati. Se il template Bio manca, inseriscilo tu stesso o, in alternativa, metti l'avviso {{tmp\|Bio}} che ne segnala la mancanza. Se i dati riportati sono sbagliati, correggi direttamente la voce biografica; le modifiche saranno visibili in questa lista entro pochi giorni. Per chiarimenti vedi il progetto biografie. La lista contiene solo le 79 persone che sono citate nell'enciclopedia e per le quali è stato implementato correttamente il template Bio. Pagina aggiornata al 5 set 2024. |

## Gennaio(4)
- 4 gennaio - Elisabetta di Lorena, principessa francese (n. 1574)
- 9 gennaio - Cesare Bartolelli, vescovo cattolico italiano
- 16 gennaio - Mariana de Jesús Torres, religiosa ecuadoriana (n. 1563)
- 31 gennaio - Willem Duyster, pittore e disegnatore olandese (n. 1599)

## Febbraio(3)
- 5 febbraio - Niceforo Melisseno Comneno, arcivescovo cattolico, grecista e letterato greco (n. 1577)
- 16 febbraio - Gonzalo Fernández de Córdoba, generale e duca spagnolo (n. 1585)
- 19 febbraio - Franco Burgersdijk, logico olandese (n. 1590)

## Marzo(1)
- 14 marzo - Celestino Colleoni, storico e predicatore italiano (n. 1568)

## Aprile(6)
- 10 aprile - Elin Ulfsdotter Snakenborg, nobildonna svedese (n. 1549)
- 13 aprile - Fakhr al-Din II, principe libanese (n. 1572)
- 22 aprile - Roberto Ubaldini, cardinale e vescovo cattolico italiano (n. 1581)
- 25 aprile - Giulio Federico di Württemberg-Weiltingen, duca (n. 1588)
- 25 aprile - Alessandro Tassoni, scrittore e poeta italiano (n. 1565)
- 27 aprile - Antonio Zapata y Cisneros, cardinale spagnolo (n. 1550)

## Maggio(2)
- 2 maggio - Horace Vere, generale inglese (n. 1565)
- 17 maggio - Domenico Robusti, pittore italiano (n. 1560)

## Giugno(7)
- 6 giugno - Heinrich Schickhardt, architetto, gesuita e ingegnere tedesco (n. 1558)
- 8 giugno - Giovanni Francesco di Sales, vescovo cattolico francese (n. 1578)
- 9 giugno - Juan Domínguez Palermo, militare e politico spagnolo (n. 1560)
- 14 giugno - Christian Erbach, compositore e organista tedesco
- 22 giugno - Giovanni Giacomo Staserio, gesuita, matematico e astronomo italiano (n. 1565)
- 23 giugno - Giovanni Bonifacio, scrittore, giurista e storiografo italiano (n. 1547)
- 23 giugno - Giovan Giorgio Cesarini, nobile italiano (n. 1590)

## Luglio(6)
- 12 luglio - Agostino Oreggi, cardinale e arcivescovo cattolico italiano (n. 1577)
- 15 luglio - Luke Foxe, esploratore britannico (n. 1586)
- 16 luglio - Francisco Romero, arcivescovo cattolico italiano (n. 1596)
- 24 luglio - Hans Ulrich von Schaffgotsch, generale boemo (n. 1595)
- 27 luglio - Şehzade Bayezid, principe ottomano (n. 1612)
- 27 luglio - Şehzade Süleyman, principe ottomano

## Agosto(5)
- 7 agosto - Friedrich Spee, gesuita e scrittore tedesco (n. 1591)
- 9 agosto - Giovanni II del Palatinato-Zweibrücken, nobile (n. 1584)
- 17 agosto - Francisco de Moncada, diplomatico, militare e scrittore spagnolo (n. 1586)
- 24 agosto - Egon VIII di Fürstenberg-Heiligenberg, nobile e generale tedesco (n. 1588)
- 27 agosto - Lope de Vega, scrittore, poeta e drammaturgo spagnolo (n. 1562)

## Settembre(5)
- 6 settembre - Metius, matematico olandese (n. 1571)
- 10 settembre - Johann Faulhaber, matematico, ingegnere e architetto tedesco (n. 1580)
- 22 settembre - Franchoys Elout, pittore olandese (n. 1589)
- 23 settembre - Antonio Bruni, poeta italiano (n. 1593)
- 26 settembre - Michelangelo Cinganelli, pittore italiano (n. 1558)

## Ottobre(4)
- 7 ottobre - Francesco Brunelli, intagliatore italiano (n. 1572)
- 8 ottobre - Lotario Conti, II duca di Poli e Guadagnolo, nobile, militare e diplomatico italiano
- 10 ottobre - Johann Ulrich Steigleder, organista e compositore tedesco (n. 1593)
- 24 ottobre - Wilhelm Schickard, scienziato tedesco (n. 1592)

## Novembre(4)
- 13 novembre - Paul Laymann, gesuita e giurista tedesco (n. 1574)
- 13 novembre - Troilo IV de' Rossi, condottiero italiano (n. 1601)
- 14 novembre - Thomas Parr,  inglese
- 22 novembre - Peter Uffenbach, medico e editore tedesco (n. 1566)

## Dicembre(6)
- 6 dicembre - Niccolò Aggiunti, matematico italiano (n. 1600)
- 9 dicembre - Sofia di Sassonia, principessa sassone (n. 1587)
- 23 dicembre - Battistello Caracciolo, pittore italiano (n. 1578)
- 23 dicembre - Giovanni Ambrogio Mazenta, religioso e architetto italiano (n. 1565)
- 25 dicembre - Samuel de Champlain, esploratore, cartografo e scrittore francese (n. 1567)
- 28 dicembre - Pietro Bini, presbitero e educatore italiano (n. 1593)

## Senza giorno specificato(26)
- Reza Abbasi, miniaturista e pittore persiano (n. 1565)
- Camillo Berlinghieri, pittore italiano
- Sigismondo I Bertacchi, storico italiano (n. 1564)
- Jacques Callot, incisore francese (n. 1592)
- Abraham Cohen de Herrera, teologo e filosofo portoghese (n. 1570)
- Giovanni Battista Crescenzi, pittore italiano (n. 1577)
- Urbano Feliceo, vescovo cattolico italiano (n. 1582)
- Francesco Lauri, pittore italiano (n. 1610)
- Jan Linsen, pittore olandese (n. 1602)
- Paolo Mancini, nobile e militare italiano (n. 1580)
- John Mason, politico britannico (n. 1586)
- Miyabe Nagafusa, militare giapponese (n. 1581)
- Joos de Momper il Giovane, pittore fiammingo (n. 1564)
- Willem van Nieulandt, pittore, incisore e poeta fiammingo (n. 1584)
- Giulio Pace, giurista e filosofo italiano (n. 1550)
- Giulio Parigi, architetto, matematico e incisore italiano (n. 1571)
- Thomas Randolph, poeta e drammaturgo inglese (n. 1605)
- Thomas Ravenscroft, compositore inglese (n. 1582)
- Jean de Schelandre, drammaturgo francese (n. 1584)
- Anthony Shirley, nobile, avventuriero e diplomatico inglese (n. 1565)
- Sōma Yoshitane, militare giapponese (n. 1548)
- Gabriele Zinani, letterato, poeta e drammaturgo italiano (n. 1557)
- Antonio de Mattheis, vescovo cattolico italiano (n. 1572)
- Isaac de Razilly, navigatore francese (n. 1587)
- Pedro de las Cuevas, pittore spagnolo (n. 1568)
- Domenico de' Marini, patriarca cattolico italiano